# Amy Turner
Amy Turner (Tokoroa (Nieuw-Zeeland), 25 maart 1984) is een Australisch rugbyspeler.

## Carrière
Turner won met de ploeg van Australië tijdens de Olympische Zomerspelen 2016 de Olympische gouden medaille. Turner maakte tijdens dit toernooi in totaal één try.

## Erelijst

### Rugby Seven
- Olympische Zomerspelen:  2016